# Barytarbes fulvus
Barytarbes fulvus là một loài tò vò trong họ Ichneumonidae.